# Confine tra Camerun e Nigeria

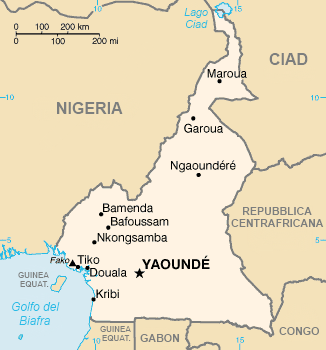
Mappa del Camerun con indicati i propri confini.

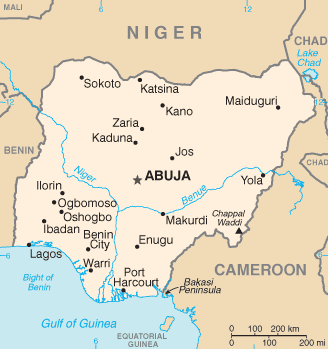
Mappa della Nigeria.

Il confine tra il Camerun e la Nigeria descrive la linea di demarcazione tra questi due stati. Ha una lunghezza di 1.690 km.

## Caratteristiche
Il confine riguarda la parte nord-occidentale del Camerun e quella orientale della Nigeria. Ha un andamento generale da nord verso sud.
Inizia alla triplice frontiera tra Camerun, Ciad e Nigeria posta sul lago Ciad e termina nel golfo di Guinea.